# Taylorismo digital
Taylorismo digital o taylorismo informático, referido a la organización del trabajo, se denomina a la organización global del trabajo profesional y técnico del conocimiento —tradicionalmente desempeñado por las clases medias profesionales— bajo las condiciones de automatización mediante la digitalización e informatización, reducción de salarios, deslocalización y competencia en los mismos términos a los que en su día fueron sometidos los trabajos artesanales o manuales por el taylorismo.

## Origen del término
Los autores Philip Brown, Hugh Lauder y David Ashton en su libro de 2011 The Global Auction: The Broken Promises of Education, Jobs, and Incomes (La subasta global: Las promesas incumplidas de la educación, el trabajo, y los ingresos) denominan taylorismo digital a la organización global del denominado trabajo de conocimiento propio de la revolución informática o tercera revolución industrial —tradicionalmente desempeñado por las clases medias profesionales y técnicos— que, es sometido al mismo proceso de gestión de organización científica que en su día sufrieron los denominados trabajos artesanales, el taylorismo.

## Caracterización del taylorismo digital

### Digitalización de procesos de decisión
El taylorismo digital somete a las tareas, hasta hace poco consideradas no mecanizables —de carácter creativo, intelectual—, propio de las clases medias y muchos profesionales, al mismo destino que las artesanales. Dichas tareas son codificadas y digitalizadas consiguiendo que la capacidad humana de decisión y juicio pueda ser sustituida por programas informáticos con protocolos de decisión establecidos.

### Deslocalización y competencia salarial mundial
Por su facilidad de deslocalización y movilidad técnica de los procesos —propia de las conexiones globales informatizadas— los empleos son fáciles de exportar, cambiar y sustituir.
Son los países desarrollados los que más van a sufrir el taylorismo digital ya que las tareas informatizables aumentan día a día y es en los países en desarrollo y subdesarrollados donde se encuentran salarios notablemente más bajos.

### Reducción del trabajo y deslocalización
En el taylorismo digital se aprecian dos procesos unidos: la reducción del trabajo por la informatización y digitalización de procesos junto a la deslocalización y abaratamiento del trabajo.
El taylorismo digital acentúa los procesos de eficiencia productiva —productividad— y contribuye al cada vez más carácter residual de la mano de obra, ya sea cualificada o no cualificada. La demanda de mano de obra no cualificada se ha reducido históricamente por los procesos de mecanización —tanto de las tareas agrícolas como fabriles—; la demanda de mano de obra cualificada se estaría reduciendo, tanto por el aumento de la oferta como por la globalización que reduce la necesidad de trabajadores cualificados.